# Eriopyga glaucistis
Eriopyga glaucistis là một loài bướm đêm trong họ Noctuidae.